# Гляйсцеллен-Гляйсгорбах
Гляйсцеллен-Гляйсгорбах (нім. Gleiszellen-Gleishorbach) — громада в Німеччині, розташована в землі Рейнланд-Пфальц. Входить до складу району Південний Вайнштрассе. Складова частина об'єднання громад Бад-Бергцаберн.
Площа — 5,32 км2. Населення становить 811 ос. (станом на 31 грудня 2020).

## Галерея

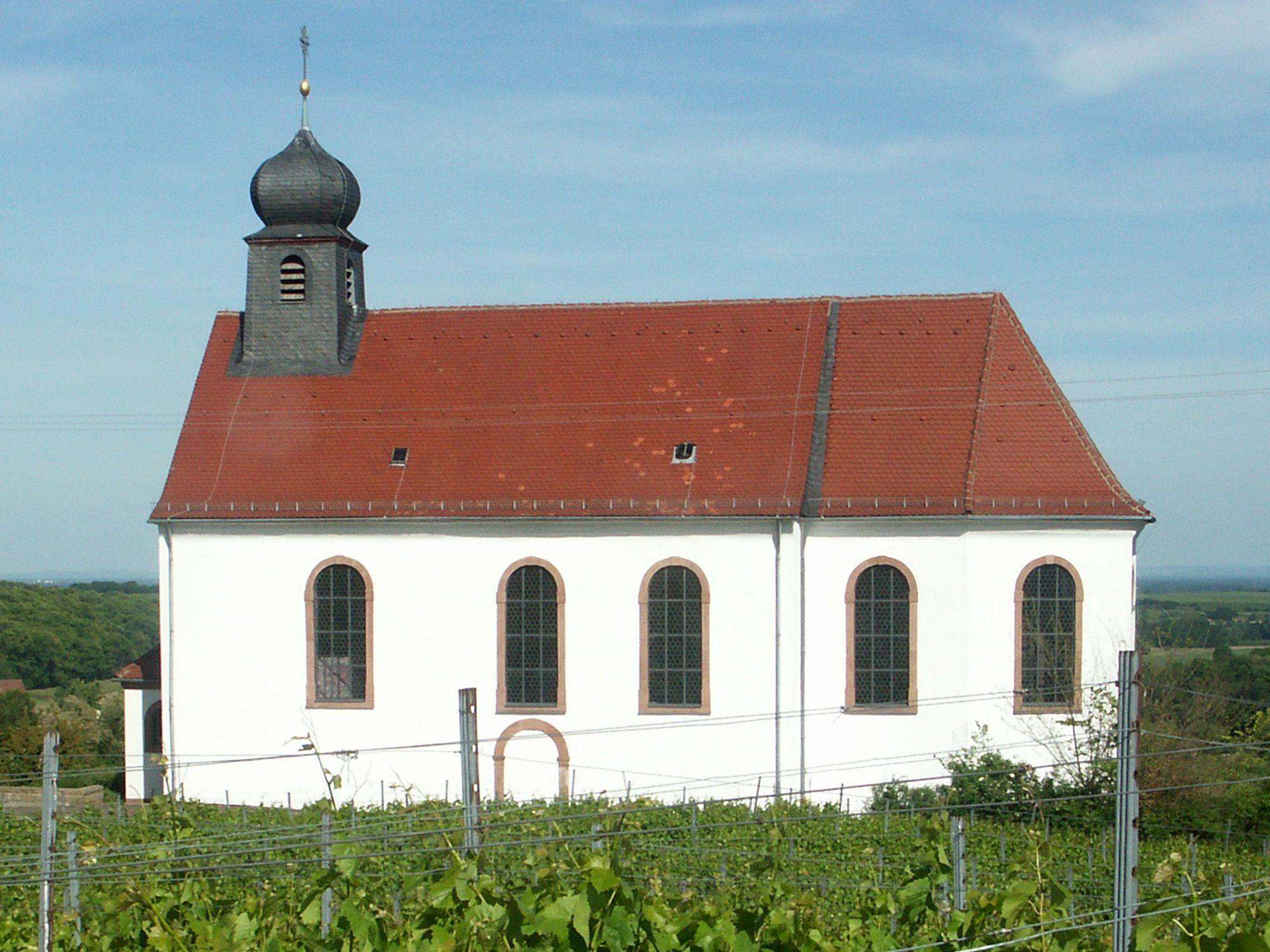
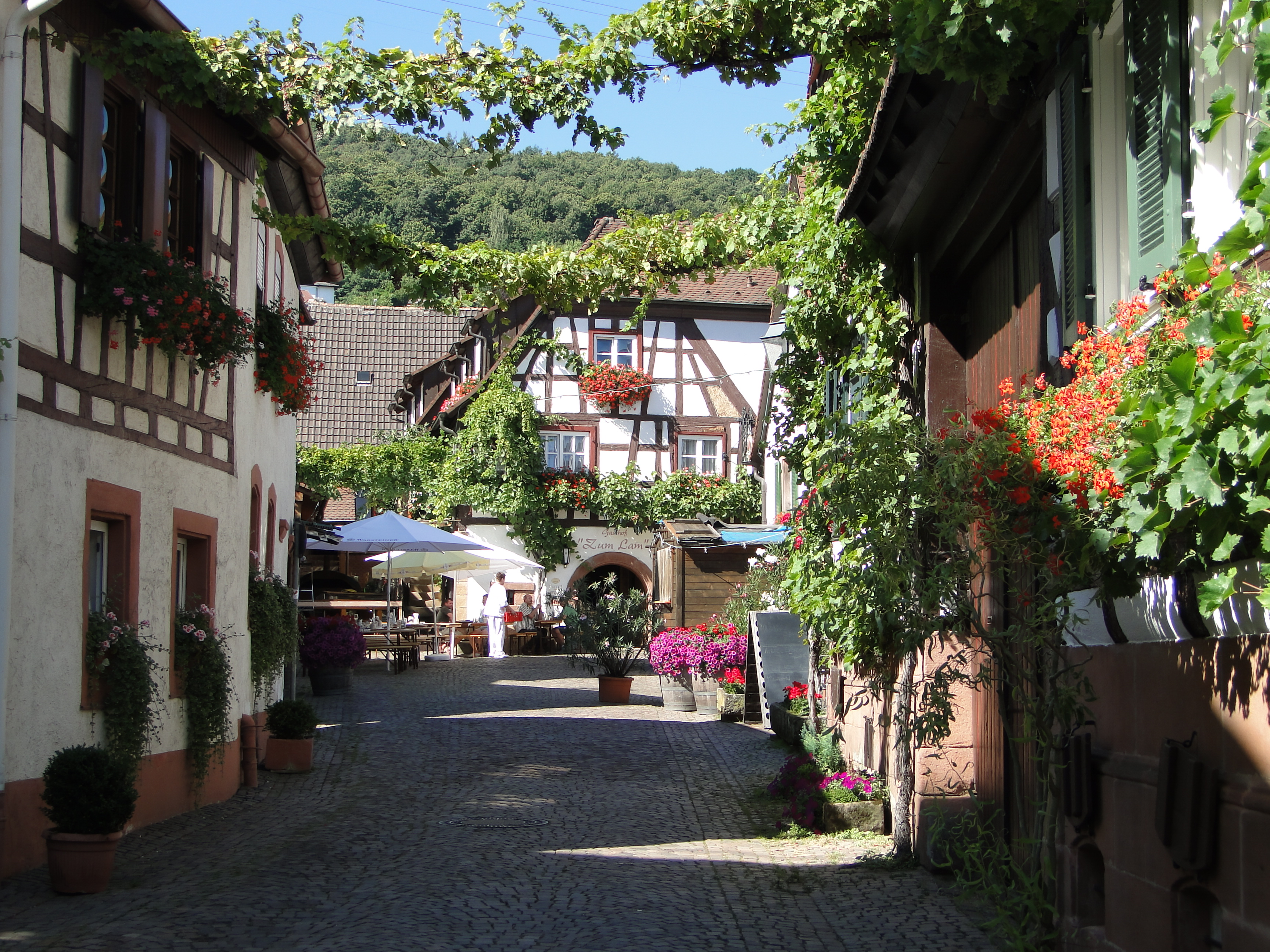
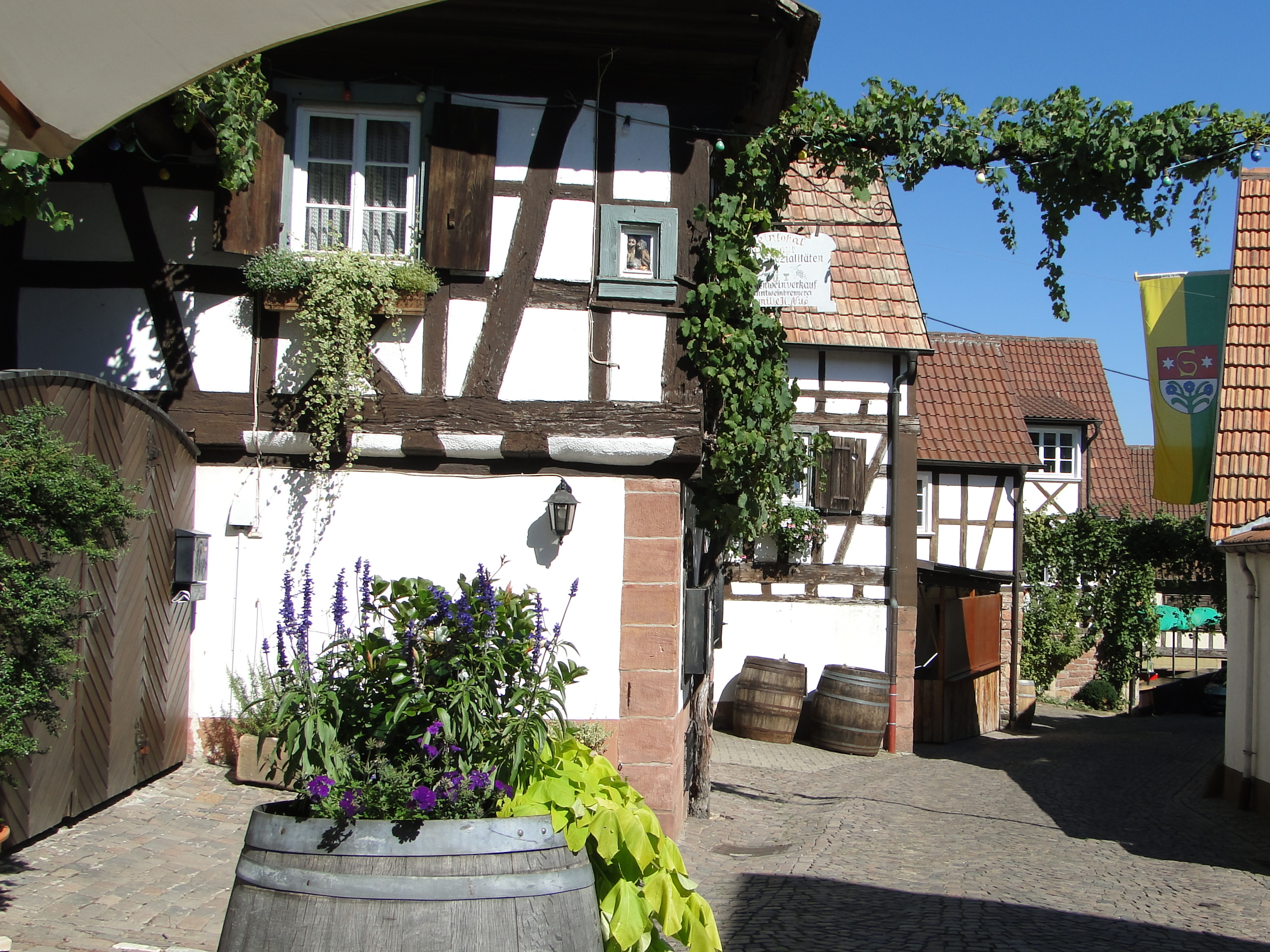